# Điện Biên (dystrykt)
Điện Biên – dystrykt znajdujący się w wietnamskiej prowincji Điện Biên. W 2009 roku tamtejsza populacja wynosiła 106 313 osób. Stolicą dystryktu jest Mường Thành.